# 叶夫根尼·尼古拉耶维奇·米哈伊洛夫
叶夫根尼·尼古拉耶维奇·米哈伊洛夫（羅馬化：Yevgeniy Nikolayevich Mikhaylov；1947年1月18日—）是俄罗斯外交官。他于1994年至1996年间担任俄罗斯驻马耳他大使、1998年至2001年间担任俄罗斯驻爱尔兰大使。